# 马元祥
马元祥（1897年—1953年） 是回族將領（一说本系藏族，名叫拉卜藏:1026），马家军成員。西北剿匪时，被同德县民警中队击毙。 
他与马氏家族有联系。他曾在青海国民革命军中服役多年，曾任族长、什藏地区保安副司令，82军少将高参等职。在中国抗日战争中，马元祥在马彪将军的指挥下与日军作战 ，并在淮陽與日軍交戰時受伤。
1949年9月上旬，马元祥与马元海（青海省参议会议长）率部分兰州战役中溃败残兵百余人流亡在环青海湖一带，有战马百余匹、电台1部、轻机枪3挺和75支长、短枪。中國人民解放军自西宁进军新疆，国军第82军少将高参马元祥走投无路，在共和县切吉地区向解放军投降，被送往西宁的青海省军区军管处集训。结业后不久，1951年2月潜往南河南部地区，组建反共武装，初期仅25人:1026。1952年5月2日，项谦在贵德县昂拉地区组建的“反共救国军”第二军被解放军剿灭，部分逃脱的残兵潜到河南蒙旗加入马元祥所部，到1953年3月已发展到150多人。中華民國政府委任他为“中华反共救国军102路”（一称“西南反共救国军第102路軍”）司令，马德福（国民党青海省党部委员）为副司令。先后5次空投枪支、弹药、电台等物资，其中1953年3月29日空投轻重机枪13挺、长短枪40多支。还以空投方式派遣“西北地区联络专员”程毓杰、“西北情报处长”刘绍琴等6人:1027。马元祥所部以河南县李恰如山为据点，活跃在甘肃、青海、四川三省交界的同仁、贵德、同德、兴海、果洛等特区和循化、化隆、尖扎等农业区。西北剿匪期间，马元祥和马良对解放军和地方人员造成了严重傷亡。
1952年12月19日，经中共中央西北局同意，中共青海省委发出《关于消灭马良、马元祥股匪的指示》。1953年2月23日，中共青海省委再次发出《关于团结各族人民坚决清剿马良、马元祥股匪的指示》。2月底，青海省军区在西宁组建的青南剿匪先遣队30多人到达同仁县北巴滩驻扎，在当地政府配合下进行侦察活动。3月，青海省军区组成青南剿匪指挥部，负责军事行动，并于4月进驻河南县。清剿部队以骑兵二团、独立团二营、果洛支队组成第一线剿匪部队，以55师一个营、玉树支队、独立一营和二营各一个连及附近各县公安队、参战民兵、自卫队担任二线扎点堵击任务。分别布防于青康公路沿线及尕楞口、兰采山、瓜什则、麦秀、尕马羊曲、拉加寺等要隘处。清剿部队分兵追击多日，时常发现行灶余火等叛军行动踪迹，偶尔抓获掉队人员，但始终找不到叛军下落或去向。20余天后，才在河南县与玛沁县交界处遭遇部分叛军，一交战即溃逃，俘虏3人，缴获一台收发两用报务机，从搜出的两份未经发出的电文中了解到叛军缺乏给养，处境困难:1028。4月下旬的一天上午，剿匪指挥部收到情报，在河南县外斯地区发现马元祥所带叛军主力，机动营轻装急行军20余小时到达时，先遣追击的一个连队已与敌激战近一天。该股叛军共200余人，抢占了制高点，以14挺轻重机枪扫射，进攻部队伤亡较大，进攻受挫。后在增援部队携带的迫击炮配合进攻下，经3小时激战，叛军伤亡过大，马元祥、马德福带队撤逃。5月初进剿部队侦知马元祥残军位于得苦乎沟一带，部队冒雪连续行军，于5月7日拂晓将马部合围后发起攻击，经两小时激战，击伤马元祥，击毙一纵队司令马全彪。叛军溃逃，被追击的进剿部队大部歼于得苦乎沟西侧之尕什卡尼哈以东地段，程毓杰被俘，马元祥带领10余骨干逃脱:1028。
清剿部队分区搜索马元祥，骑兵连在搜索中击毙马部机要参谋张采明、七纵队司令马栖云。5月16日，马元祥与5名亲信准备北渡黄河时，被预先在北岸设防的同德县民警中队、民兵自卫队发现，隔河将马元祥击毙，亲信继续开枪抵抗，尽数被击毙:1029。